# Halowe Mistrzostwa Polski Seniorów w Lekkoatletyce 2021
65. Halowe Mistrzostwa Polski Seniorów w Lekkoatletyce – zawody lekkoatletyczne, które odbyły się 20 i 21 lutego 2021 w Arenie Toruń.

## Rezultaty

### Mężczyźni
| Konkurencja:              | 1. miejsce                                                                       | Rezultat        | 2. miejsce                                                                 | Rezultat     | 3. miejsce                                                                                   | Rezultat     |
| Bieg na 60 m              | Remigiusz Olszewski CWZS Zawisza Bydgoszcz                                       | 6,59 PB         | Przemysław Słowikowski AZS-AWF Katowice                                    | 6,65 PB      | Rafał Łupiński KS Podlasie Białystok                                                         | 6,69 PB      |
| Bieg na 200 m             | Adrian Brzeziński MKL Toruń                                                      | 21,06 PB        | Łukasz Żok ALKS AJP Gorzów Wlkp.                                           | 21,18 PB     | Patryk Wykrota OŚ AZS Poznań                                                                 | 21,37        |
| Bieg na 400 m             | Karol Zalewski AZS-AWF Katowice                                                  | 46,56 SB        | Dariusz Kowaluk AZS-AWF Warszawa                                           | 46,98 SB     | Wiktor Suwara AZS-AWF Warszawa                                                               | 47,00 PB     |
| Bieg na 800 m             | Patryk Dobek MKL Szczecin                                                        | 1:47,12 PB      | Adam Kszczot RKS Łódź                                                      | 1:47,35      | Mateusz Borkowski RKS Łódź                                                                   | 1:47,88      |
| Bieg na 1500 m            | Marcin Lewandowski AZS UMCS Lublin                                               | 3:40,14         | Michał Rozmys UKS Barnim Goleniów                                          | 3:40,26      | Adam Czerwiński UKS Lider Siercza                                                            | 3:44,13      |
| Bieg na 3000 m            | Michał Rozmys UKS Barnim Goleniów                                                | 7:58,78 PB      | Aleksander Wiącek OKS Start Otwock                                         | 8:01,13      | Szymon Żywko AZS UMCS Lublin                                                                 | 8:07,57 PB   |
| Bieg na 60 m przez płotki | Damian Czykier KS Podlasie Białystok                                             | 7,59 =SB        | Krzysztof Kiljan AZS-AWF Warszawa                                          | 7,65 PB      | Artur Noga AZS-AWF Warszawa                                                                  | 7,74         |
| Sztafeta 4 × 200 metrów   | AZS-AWF Katowice Przemysław Kozłowski Jacek Majewski Paweł Dzida Bartosz Taradaj | 1:26,51         | OŚ AZS Poznań Patryk Wykrota Robert Bryliński Mateusz Siuda Mikołaj Buzała | 1:26,71      | KS Podlasie Białystok Artur Łęczycki Radosław Sacharczuk Maksymilian Klepacki Damian Czykier | 1:28,30      |
| Chód na 5000 m            | Rafał Augustyn LKS Stal Mielec                                                   | 19:36,85 SB     | Dawid Tomala AZS KU Politechniki Opolskiej                                 | 19:50,84 SB  | Jakub Jelonek CKS Budowlani Częstochowa                                                      | 19:52,45 SB  |
| Skok wzwyż                | Norbert Kobielski MKS Inowrocław                                                 | 2,22 SB         | Mateusz Kołodziejski CWZS Zawisza Bydgoszcz SL                             | 2,19         | Gracjan Wiśniewski CWZS Zawisza Bydgoszcz SL                                                 | 2,12 PB      |
| Skok o tyczce             | Piotr Lisek OSOT Szczecin                                                        | 5,60            | Robert Sobera KS AZS AWF Wrocław                                           | 5,40         | Paweł Wojciechowski CWZS Zawisza Bydgoszcz SL                                                | 5,30         |
| Skok w dal                | Mateusz Różański KU AZS PWSZ w Tarnowie                                          | 7,68 SB         | Mateusz Jopek KS AZS AWF Wrocław                                           | 7,64 PB      | Tomasz Jaszczuk AZS-AWF Katowice                                                             | 7,51 SB      |
| Trójskok                  | Adrian Świderski WKS Śląsk Wrocław                                               | 16,62           | Karol Hoffmann AZS UMCS Lublin                                             | 16,05 SB     | Filip Sacha KS AZS AWF Kraków                                                                | 15,39        |
| Pchnięcie kulą            | Michał Haratyk KS Sprint Bielsko-Biała                                           | 20,77           | Jakub Szyszkowski AZS-AWF Katowice                                         | 20,45 SB     | Konrad Bukowiecki KS AZS UWM Olsztyn                                                         | 19,77        |
| Siedmiobój                | Paweł Wiesiołek KS Warszawianka Warszawa                                         | 6103 pkt. CR PB | Rafał Horbowicz KS Warszawianka Warszawa                                   | 5647 pkt. SB | Jacek Chochorowski AZS KU Politechniki Opolskiej Opole                                       | 5536 pkt. PB |

### Kobiety
| Konkurencja:              | 1. miejsce                                                                      | Rezultat    | 2. miejsce                                                                                | Rezultat     | 3. miejsce                                                                            | Rezultat     |
| Bieg na 60 m              | Ewa Swoboda AZS-AWF Katowice                                                    | 7,10 CR SB  | Klaudia Adamek KS Gwardia Piła                                                            | 7,34 PB      | Marika Popowicz-Drapała CWZS Zawisza Bydgoszcz                                        | 7,35         |
| Bieg na 200 m             | Paulina Guzowska AZS-AWF Katowice                                               | 23,76 PB    | Izabela Jastrząb MKS Agros Chełm                                                          | 23,88        | Kinga Gacka BKS Bydgoszcz                                                             | 24,12        |
| Bieg na 400 m             | Justyna Święty-Ersetic AZS-AWF Katowice                                         | 52,02 CR    | Kornelia Lesiewicz AZS-AWF Gorzów Wlkp.                                                   | 52,56 NU20R  | Małgorzata Hołub-Kowalik AZS UMCS Lublin                                              | 52,86        |
| Bieg na 800 m             | Joanna Jóźwik AZS-AWF Katowice                                                  | 2:01,90     | Angelika Cichocka SKLA Sopot                                                              | 2:02,12      | Anna Wielgosz CWKS Resovia Rzeszów                                                    | 2:03,41 PB   |
| Bieg na 1500 m            | Martyna Galant OŚ AZS Poznań                                                    | 4:24,04     | Klaudia Kazimierska LKS Vectra Włocławek                                                  | 4:24,33      | Eliza Megger LKS Pszczyna                                                             | 4:24,53 PB   |
| Bieg na 3000 m            | Beata Topka ULKS Talex Borzytuchom                                              | 9:17,30     | Kinga Królik UKS Azymut Pabianice                                                         | 9:18,60 PB   | Weronika Lizakowska KUKS Remus Kościerzyna                                            | 9:19,32 PB   |
| Bieg na 60 m przez płotki | Karolina Kołeczek AZS UMCS Lublin                                               | 7,96 PB     | Pia Skrzyszowska AZS-AWF Warszawa                                                         | 7,98 PB      | Klaudia Wojtunik AZS Łódź                                                             | 8,20 =PB     |
| Sztafeta 4 × 200 metrów   | AZS-AWF Warszawa Dominika Baćmaga Justyna Paluch Anna Maria Gryc Paulina Paluch | 1:37,34     | KS AZS AWF Wrocław Agata Forkasiewicz Joanna Linkiewicz Jagoda Mierzyńska Weronika Chojka | 1:37,67      | KS AZS AWF Kraków Karolina Cuber Karolina Gajewska Aleksandra Gaworska Alicja Struzik | 1:39,12      |
| Chód na 3000 m            | Katarzyna Zdziebło LKS Stal Mielec                                              | 12:39,95 PB | Olga Niedziałek WLKS Nowe Iganie                                                          | 13:11,96 PB  | Agnieszka Ellward WKS Flota Gdynia                                                    | 13:37,06 SB  |
| Skok wzwyż                | Kamila Lićwinko KS Podlasie Białystok                                           | 1,82        | Wiktoria Miąso CWKS Resovia Rzeszów                                                       | 1,82         | Julia Dutkiewicz KS Stal LA Ostrów Wlkp.                                              | 1,78 PB      |
| Skok o tyczce             | Naama Bernstein AZS KU Politechniki Opolskiej                                   | 4,10        | Anna Łyko KS AZS AWF Wrocław                                                              | 4,00 =SB     | Victoria Kalitta CWZS Zawisza Bydgoszcz SL                                            | 4,00 =PB     |
| Skok w dal                | Magdalena Żebrowska AZS-AWF Katowice                                            | 6,30        | Karolina Młodawska KKL Kielce                                                             | 6,18 SB      | Adrianna Szóstak OŚ AZS Poznań                                                        | 6,17         |
| Trójskok                  | Adrianna Szóstak OŚ AZS Poznań                                                  | 13,56 PB    | Agnieszka Bednarek AZS Łódź                                                               | 13,17        | Karolina Młodawska KKL Kielce                                                         | 13,14        |
| Pchnięcie kulą            | Klaudia Kardasz KS Podlasie Białystok                                           | 18,57 SB    | Maja Ślepowrońska AZS-AWF Warszawa                                                        | 16,56 SB     | Ewa Różańska AZS-AWF Warszawa                                                         | 15,91        |
| Pięciobój                 | Paulina Ligarska SKLA Sopot                                                     | 4353 pkt.   | Julia Słocka AZS-AWF Warszawa                                                             | 4076 pkt. PB | Edyta Bielska MLUKS Mokasyn Płoty                                                     | 3902 pkt. PB |

### Drużyna mieszana
| Konkurencja:                     | 1. miejsce                                                                                                | Rezultat   | 2. miejsce                                                                | Rezultat | 3. miejsce                                                                     | Rezultat |
| Sztafeta mieszana 4 × 400 metrów | OŚ AZS Poznań Adrianna Janowicz-Półtorak Tymoteusz Zimny Patrycja Wyciszkiewicz-Zawadzka Jakub Olejniczak | 3:24,15 CR | AZS UMCS Lublin Cezary Mirosław Wiktoria Drozd Maciej Hołub Agata Wasiluk | 3:26,59  | AZS-AWF Katowice Jacek Majewski Julia Korzuch Karolina Łozowska Adam Paździerz | 3:27,67  |